# Thawit Klinprathum
Thawit Klinprathum nació el 9 de febrero de 1931, es exmiembro de la Cámara de Representantes de la provincia de Maha Sarakham y exmiembro de la Cámara de Representantes de la provincia de Ratchaburi, exlíder del Partido Sociedad Dharma ocupó anteriormente el cargo. El Viceprimer Ministro durante el gobierno de Mom Rajawongse Kukrit Pramoj fue ministro del Ministerio de Asuntos Universitarios durante varios mandatos, Ministro de Transporte. y el ministro de Agricultura y Cooperativas Era el padre del Sr. Sora-at Klinpratoom, exministro durante varios mandatos.
Thawit fue la persona que compró el terreno en el subdistrito de Nong Pho, para preparar el establecimiento de una fábrica de leche en polvo, que ahora es la Cooperativa Láctea de Nong Pho Ratchaburi

## Trabajo político
Thawit Klinprathum una vez fue elegido Miembro de la Cámara de Representantes Provincia de Maha Sarakham antes de mudarse a vivir a Ratchaburi y fue elegido como miembro de la Cámara de Representantes Provincia de Ratchaburi durante muchos períodos consecutivos y fue designado como Diputado a la Asamblea Legislativa Nacional en 1973
Thawit Klinprathum fue designado como Ministro de Agricultura y Cooperativas en el gobierno de Mom Rajawongse Kukrit Pramoj en 1975 y fue designado para el cargo. Primer viceministro otra posición en el año siguiente Y renunció al cargo después de solo un mes, incluso en el gobierno posterior fue designado como Ministro de Transporte. En el gobierno de Mom Rajawongse Seni Pramoj hasta su retiro por renuncia del Primer Ministro. y fue nombrado Ministro de Transporte por otro período, pero ocupó el cargo solo 12 días y solo tuvo un día para prestar juramento de lealtad, tuvo que dejar el cargo Debido al golpe de Estado del almirante Sang Chaloyoo, el papel del Thawit en el cargo político fue descontinuado temporalmente
Thawit volvió a tener protagonismo en la inauguración. Ministro del Ministerio de Asuntos Universitarios En el gobierno del General Chatichai Choonhavan y el gobierno del General Suchinda Kraprayoon durante su mandato como Ministro del Ministerio de Asuntos Universitarios En el gobierno del General Chatichai Choonhavan, se estableció La Universidad Tecnológica de Suranaree se convirtió en una institución de educación superior bajo la supervisión del gobierno. Esta es la primera universidad informal en Tailandia.

## Muerte
Thawit Klinprathum falleció el 26 de julio de 2006